# Посёлок Ильича (Воронежская область)
Ильича — посёлок Каширского района Воронежской области.
Входит в состав Можайского сельского поселения.
Название дано в честь основателя партии большевиков Владимира Ильича Ленина (1870 - 1924).

## География

### Улицы
- ул. Вольная,
- ул. Ильича,
- ул. Новая.